# Paul Cook
Paul Cook (Londres, Inglaterra, 20 de julio de 1956) es un baterista inglés conocido principalmente por su participación en el grupo punk Sex Pistols durante la existencia estable del mismo (1975 a 1978) y las giras posteriores de 1996 a 2008.

## Biografía
Cook nació y se crio en el barrio de Hammersmith. A diferencia de su amigo Steve Jones, que luego sería junto a él uno de los miembros fundadores de Sex Pistols, Paul venía de una familia económicamente estable y era muy reservado y tranquilo.
El baterista tuvo un buen rendimiento académico en la escuela hasta que conoció a Steve Jones y Wally Nightingale con quienes formó la banda The Strand en 1972. Paul también se convirtió al comprar su batería en el primer integrante en invertir dinero en instrumentos en lugar de robarlos (pero su primer kit fue robado, según Jones). Con el paso del tiempo, y tras la incorporación de Glen Matlock en bajo y Johnny Rotten como cantante, The Strand se convertiría en Sex Pistols.
Luego de la separación práctica de la banda tras la ida de Johnny Rotten en 1978, Cook y Jones tocaron en la banda sonora de la película de Malcolm McLaren The Great Rock 'n' Roll Swindle acreditadando con el nombre Sex Pistols algunas de sus canciones como por ejemplo "Silly Thing", cantada por el propio baterista. Luego de eso, la banda se disolvió formalmente y Paul formó junto a su compañero Steve Jones The Professionals en julio de 1980. Su segunda banda lanzó cuatro sencillos y un álbum pero no logró mayor éxito comercial ni crítico. Pocos años después Paul colaboró en la producción del álbum debut de la banda New Wave Bananarama, titulado Deep Sea Skiving.
Paul y Steve también participaron en el LP So Alone de Johnny Thunders tocando en la canción "London Boys" (en español "Muchachos de Londres").
A fines de los años 1980 el baterista retornó a la industria musical para tocar en el grupo Chiefs of Relief junto al ex guitarrista de Bow Wow Wow Matthew Ashman y, tras otro período de inactividad, tocó con Edwyn Collins en los '90.
En el año 1992 Paul inauguró una tienda de ropa en Barcelona en la Plz Regomir llamada Planet Earth, conjuntamente con John Egan, antiguo peluquero de la época Punk en Londres y amigo de Paul.
En 1996 se reunió con los Sex Pistols, ya sin el fallecido Sid Vicious, para la gira Filthy Lucre.
En la actualidad, Cook vive con su esposa Jenny y su hija Holly en Shepherds Bush y toca intercaladamente en la banda Man-Raze y con Edwyn Collins.

## Discografía
| Disco                                           | Banda             | Año  | Grabación    |
| ----------------------------------------------- | ----------------- | ---- | ------------ |
| Never Mind the Bollocks, Here's the Sex Pistols | Sex Pistols       | 1977 | Estudio      |
| The Great Rock 'n' Roll Swindle                 | Sex Pistols       | 1979 | Banda sonora |
| Natural Born Killer                             | Sham Pistols      | 1979 | Estudio/vivo |
| I Didn't See it Coming                          | The Professionals | 1981 | Estudio      |
| Chiefs Of Relief                                | Chiefs Of Relief  | 1988 | Estudio      |
| Filthy Lucre Live                               | Sex Pistols       | 1996 | En vivo      |
| Surreal                                         | Man-Raze          | 2009 | Estudio      |
| PunkFunkRootsRock                               | Man-Raze          | 2011 | Estudio      |